# Intel A100
Stealey é o nome de código de um processador x86 de único núcleo produzido pela Intel baseado em uma variação do núcleo Dothan do Pentium M. Foi fabricado em processo litográfico de 90nm e vendido com duas frequências distintas: 600 e 800MHz. Recebeu as designações mercadológicas de A100 e A110 e chegou ao mercado como parte da plataforma McCaslin. Estes processadores foram substituídos em 2008 pela plataforma Menlow, que possuia um processador Silverthone de 45nm e um chipset Poulsbo.